# Twilight Zone: The Movie
Twilight Zone: The Movie is een Amerikaanse film uit 1983, gebaseerd op de televisieserie The Twilight Zone. De film werd geregisseerd door John Landis, Steven Spielberg, Joe Dante en George Miller
De film bestaat uit een proloog, vier filmpjes, en een epiloog. Drie van de vier filmpjes zijn remakes van klassieke afleveringen uit de serie.

## Plot

### Proloog
De film start met twee mannen die in hun auto door de bergen rijden. Onderweg praten ze over hun favoriete Twilight Zone-afleveringen. Opeens vraagt de passagier of de bestuurder iets wil zien dat echt eng is. Nadat de bestuurder hiermee heeft ingestemd en de auto aan de kant zet, verandert de passagier in een demonisch wezen en valt de chauffeur aan.

### Eerste filmpje
Dit filmpje is losjes gebaseerd op de aflevering "A Quality of Mercy", maar volgt voor de rest een uniek verhaal. Centraal staat William Connor, een man die zichzelf als superieur beschouwt. Hij maakt een mysterieuze tijdreis, waarbij hij in de lichamen belandt van mensen die door onrecht aan hun einde zijn gekomen. Hij verandert onder andere in een Joods slachtoffer van de Holocaust, een negroïde man die gelyncht werd door de Ku Klux Klan, en een Vietnamese soldaat die gedood werd door Amerikaanse soldaten. Op het eind wordt hij naar een Duits concentratiekamp gestuurd waar hij de rest van zijn leven zal slijten.

### Tweede filmpje
Een remake van de aflevering "Kick the Can". Een oude man genaamd Mr. Bloom arriveert in een bejaardentehuis, en vertelt de aanwezigen daar dat hij hen weer jong kan maken. Hij nodigt ze uit tot het spelen van een kinderspel genaamd “kick the can”. Tijdens het spelen veranderen de bejaarden weer in kinderen.

### Derde filmpje
Een remake van de aflevering "It's a Good Life". Een lerares genaamd Helen Foley reist door een klein dorpje, en biedt een jongen genaamd Anthony een lift naar zijn huis aan. Daar ontmoet ze zijn familie, die overmatig positief reageert op alles. Al snel ontdekt ze dat deze mensen helemaal niet Anthony’s familie zijn, maar mensen die net als zij naar het huis zijn gelokt door Anthony. Anthony beschikt over godachtige krachten waarmee hij de realiteit naar zijn wil kan buigen en alles doen wat hij maar wil. Uiteindelijk slaagt ze erin hem ervan te overtuigen dat wat hij doet verkeerd is, en belooft voortaan zijn mentor te worden om hem te leren om te gaan met zijn krachten.

### Vierde filmpje
Een remake van de aflevering "Nightmare at 20,000 Feet". John Valentine is een man die ondanks zijn vliegangst toch besloten heeft een keer het vliegtuig te nemen. Tijdens de vliegreis ziet Valentine ziet door zijn raam hoe een gremlin de motor van het vliegtuig saboteert. Hij probeert de andere passagiers hierop te wijzen, maar niemand gelooft hem. Uiteindelijk wordt het Valentine te veel. Hij probeert het raam in te slaan, maar wordt daarbij tegengehouden door een beveiligingsbeambte. Na een worsteling steelt hij diens pistool en schiet het raam kapot. Hij wordt gedeeltelijk door het raam naar buiten gezogen. Valentine probeert de gremlin neer te schieten, maar raakt zijn doel niet. Wanneer het vliegtuig de landing inzet, besluit de gremlin weg te vliegen. Na de landing wordt Valentine in een dwangbuis per ambulance afgevoerd. Geschokt ontdekt de bemanning van het vliegtuig de onverklaarbare schade aan de vleugel.

### Epiloog
In de epiloog wordt John Valentine in een ambulance afgevoerd naar een gekkenhuis. Onderweg blijkt dat de chauffeur van de ambulance dezelfde man is als de passagier uit de proloog. Hij zet een cassettebandje op met dezelfde muziek uit de proloog, en vraagt of John iets wil zien dat echt eng is.

## Rolverdeling
| Acteur               | Personage                    | Opmerkingen        |
| -------------------- | ---------------------------- | ------------------ |
| Dan Aykroyd          | Passagier/Ambulancechauffeur | Prologue / epiloog |
| Albert Brooks        | Chauffeur                    | Proloog            |
| Vic Morrow           | Bill Connor                  | Segment #1         |
| Doug McGrath         | Larry                        | Segment #1         |
| Charles Hallahan     | Ray                          | Segment #1         |
| Rainer Peets         | Duitse officier              | Segment #1         |
| Scatman Crothers     | Mr. Bloom                    | Segment #2         |
| Bill Quinn           | Mr. Leo Conroy               | Segment#2          |
| Martin Garner        | Mr. Weinstein                | Segment #2         |
| Selma Diamond        | Mrs. Weinstein               | Segment #2         |
| Helen Shaw           | Mrs. Dempsey                 | Segment #2         |
| Murray Matheson      | Mr. Agee                     | Segment #2         |
| Peter Brocco         | Mr. Mute                     | Segment #2         |
| Priscilla Pointer    | Miss Cox                     | Segment #2         |
| Kathleen Quinlan     | Helen Foley (lerares)        | Segment#3          |
| Jeremy Licht         | Anthony                      | Segment#3          |
| Kevin McCarthy       | Uncle Walt                   | Segment#3          |
| Patricia Barry       | Mother                       | Segment#3          |
| William Schallert    | Father                       | Segment#3          |
| Nancy Cartwright     | Ethel                        | Segment#3          |
| John Lithgow         | John Valentine               | Segment #4         |
| Abbe Lane            | Sr. Stewardess               | Segment #4         |
| Donna Dixon          | Jr. Stewardess               | Segment #4         |
| John Dennis Johnston | Co-Pilot                     | Segment #4         |
| Larry Cedar          | Creature                     | Segment #4         |
| Charles Knapp        | Sky Marshal                  | Segment #4         |

## Achtergrond

### Helikopterongeluk
De film is vooral bekend en berucht om het helikopterongeluk dat plaatsvond tijdens de opnames van het eerste filmpje. Voor het filmpje werd een echte helikopter op de set gebruikt. De helikopter raakte beschadigd door de ontploffingen die als special effect werden gebruikt, waardoor het staartstuk afbrak en de helikopter neerstortte op de set. Het ongeluk kostte acteur Vic Morrow en kindsterren Myca Dinh Le (7 jaar) en Renee Shin-Yi Chen (6 jaar) het leven.
Het ongeluk leidde tot juridische stappen tegen de filmmakers, en de rechtszaken liepen bijna 10 jaar. Door het ongeluk werden de regels omtrent kindacteurs enorm aangescherpt, vooral wat betreft nachtopnames en opnames met gevaarlijke situaties. Ook vermeed Hollywood lange tijd helikopterscènes totdat de introductie van computeranimatie het mogelijk maakte realistische digitaal getekende helikopters te gebruiken voor dergelijke scènes.
Door het overlijden van Vic Morrow moest het einde van het filmpje worden aangepast. In het oorspronkelijk geplande einde zou William Connor terugkeren naar zijn eigen tijd met een andere kijk op het leven. Een van de medewerkers van de film wou vanwege het ongeluk niks meer met de film te maken hebben, en liet zijn naam op de aftiteling daarom veranderen in het pseudoniem Alan Smithee.

### Reacties
Twilight Zone: The Movie ging in première op 24 juni 1983 en werd met gemengde reacties ontvangen. Vooral het vierde filmpje werd geprezen, maar de andere filmpjes waren minder populair. Ook deed het helikopterongeluk de film geen goed in de recensies.
De film werd uitgebracht op VHS en dvd.

### Verwijzingen naar film en tv
- Gedurende de Vietnamscène zegt een soldaat: "I told you guys we shouldn't have shot Lieutenant Niedermeyer!" Dit is een verwijzing naar Animal House.
- In de komedieserie 3rd Rock from the Sun werden tweemaal verwijzingen verwerkt naar het vierde filmpje.
- The Simpsons aflevering "Treehouse of Horror II" bevat een parodie op It's A Good Life. De aflevering "Treehouse of Horror IV" bevat een parodie op Nightmare at 20,000 Feet.
- In een aflevering van Pani Poni Dash! heeft het personage Becky een droom waarin ze twee kinderen ontmoet die beweren de kinderen te zijn die omkwamen bij het ongeluk op de set van Twilight Zone: The Movie.
- Het derde filmpje bevat veel verwijzingen naar de originele Twilight Zone-serie. De lerares in het filmpje heet Helen Foley, gelijk aan een personage uit de aflevering "Nightmare as a Child". Wanneer ze de weg vraagt in een bar heeft de barman het over de plaatsen Cliffordville en Beaumont. Cliffordville was een stad in de aflevering "Of Late I Think of Cliffordville" en Beaumont is een verwijzing naar Charles Beaumont, die veel scripts voor de serie schreef. Helen zegt zelf op weg te zijn naar Willoughby, een verwijzing naar de aflevering "A Stop at Willoughby". Acteur Bill Mumy, die in de originele aflevering “It’s a Good Life” de rol van Anthony speelde, heeft een cameo in het filmpje.

## Prijzen en nominaties
In 1984 werd Twilight Zone: The Movie genomineerd voor zes prijzen, waarvan hij er één won.
Gewonnen:
- De Saturn Award voor beste mannelijke bijrol (John Lithgow).

Genomineerd:
- De Saturn Award voor Beste Horrorfilm.
- De Saturn Award voor Beste mannelijke bijrol (Scatman Crothers).
- De International Fantasy Film Award voor beste film.
- De Young Artist Award voor beste jonge acteur (Jeremy Licht).
- De Young Artist Award voor beste jonge actrice (Christina Nigra).